# Korrespondenz (Mathematik)
In der Mathematik ist der Begriff der Korrespondenz eine Präzisierung des in der älteren mathematischen Literatur häufiger anzutreffenden Begriffs der mehrwertigen Funktion oder Multifunktion. Während eine Funktion im üblichen Sinn jedem Element der Definitionsmenge ein einziges Element der Zielmenge als Funktionswert zuordnet, können bei einer mehrwertigen Funktion einem Element der Definitionsmenge mehrere Elemente der Zielmenge zugeordnet werden. Beim Begriff der Korrespondenz werden diese mehreren Funktionswerte zu einer Menge (also einer Teilmenge der Zielmenge) zusammengefasst. Eine Korrespondenz von einer Menge {\displaystyle A} in eine Menge {\displaystyle B} ist somit eine Funktion, die jedem Element von {\displaystyle A} eine Teilmenge von {\displaystyle B} zuordnet.

## Definition
Eine Korrespondenz von einer Menge {\displaystyle A} in eine Menge {\displaystyle B} ist eine Abbildung {\displaystyle \phi } von {\displaystyle A} in die Potenzmenge von {\displaystyle B}.

## Notation
Eine Korrespondenz von {\displaystyle A} nach {\displaystyle B} wird geschrieben als:
{\displaystyle \phi \colon A\multimap B} bzw. {\displaystyle \phi \colon A\to {\mathfrak {P}}(B).}

## Korrespondenzen als Relation
Eine Korrespondenz {\displaystyle \phi } von {\displaystyle A} nach {\displaystyle B} kann mit der Relation {\displaystyle R=\{(a,b)\in A\times B\mid b\in \phi (a)\}} identifiziert werden, denn aus der Relation {\displaystyle R\subseteq A\times B} erhält man durch die Definition {\displaystyle \phi (a):=\kappa _{R}(a)=\{b\in B\mid (a,b)\in R\}} wieder die Korrespondenz zurück. Näheres siehe:
- Relation §Relationen und Funktionen und
- Funktion §Multifunktionen.

Demnach sind Relation und Korrespondenz äquivalente Begriffe, bei der Korrespondenz steht aber die Interpretation als Abbildung einer Menge in die Potenzmenge einer zweiten im Vordergrund.
Im Fall {\displaystyle B=A} stellt die Relation {\displaystyle R} eine Transitionsrelation dar, und {\displaystyle \Phi =\kappa _{R}} ist die zugehörige Transitionsfunktion.

## Eigenschaften von Korrespondenzen
Sind {\displaystyle A} und {\displaystyle B} topologische Räume, so lassen sich interessante Eigenschaften von Korrespondenzen {\displaystyle \phi } zwischen {\displaystyle A} und {\displaystyle B} definieren.
Man nennt {\displaystyle \phi } abgeschlossen (offen), wenn die zugehörige Relation im Produktraum abgeschlossen (offen) ist.
Ein Fixpunkt einer Korrespondenz {\displaystyle \phi } von {\displaystyle A} nach {\displaystyle A} ist ein Punkt {\displaystyle a\in A} mit {\displaystyle a\in \phi (a)}.
Der folgende, nicht-konstruktive Existenzsatz von Shizuo Kakutani sichert die Existenz von Fixpunkten.

## Fixpunktsatz von Kakutani

### Formulierung des Satzes fürℝn
Sei {\displaystyle A\subset {\mathbb {R} }^{n}} nicht leer, konvex und kompakt, und sei {\displaystyle \phi \colon A\multimap A} eine abgeschlossene Korrespondenz von {\displaystyle A} nach {\displaystyle A} derart, dass {\displaystyle \phi (a)} für jedes {\displaystyle a} konvex und nicht leer ist. Dann besitzt {\displaystyle \phi } einen Fixpunkt.

### Anwendungen
Dieser Fixpunktsatz verallgemeinert den brouwerschen Fixpunktsatz, denn eine Abbildung {\displaystyle f\colon A\rightarrow A} kann man als Korrespondenz {\displaystyle \phi } mit {\displaystyle \phi (a)=\{f(a)\}} auffassen, und ein Fixpunkt von {\displaystyle \phi } ist ein Fixpunkt von {\displaystyle f}.
In der mathematischen Wirtschaftstheorie führt dieser Satz zu interessanten Existenzsätzen über Gleichgewichtspreise. In der mathematischen Spieltheorie hat John Nash diesen Satz verwendet, um die Existenz von Gleichgewichtspunkten in gewissen kooperativen Zweipersonenspielen zu zeigen (siehe Nash-Gleichgewicht).

## Korrespondenzen in der algebraischen Geometrie
In der algebraischen Geometrie bezeichnet man als Korrespondenz zwischen Varietäten {\displaystyle X} und {\displaystyle Y} eine Untervarietät des Produkts {\displaystyle X\times Y}. 
Für einen Körper {\displaystyle K} definiert man die Kategorie der Korrespondenzen {\displaystyle Corr_{K}} als die Kategorie, deren Objekte die glatten, projektiven Varietäten über {\displaystyle K} sind und deren Morphismen mittels der Chow-Gruppen gegeben sind durch
{\displaystyle Mor(X,Y):=\bigoplus _{i,j}\left\{{\begin{array}{cc}CH^{\mathrm {dim} (X_{i})}(X_{i}\times Y_{j})&\mathrm {dim} (X_{i})=\mathrm {dim} (Y_{j})\\0&sonst\end{array}}\right\}}
wobei {\displaystyle X=\bigcup _{i}X_{i},Y=\bigcup _{j}Y_{j}} die Zerlegung der Varietäten in irreduzible Komponenten bezeichnet. Die Komposition zweier Morphismen {\displaystyle f\in Mor(X,Y),g\in Mor(Y,Z)} ist definiert durch
{\displaystyle g\circ f:=(pr_{13})_{*}(((pr_{12})^{*}(f)\cdot (pr_{23})^{*}(g))\in CH^{\mathrm {dim} (X)}(X\times Z),}
wobei {\displaystyle pr_{ij}} die Projektion von {\displaystyle X\times Y\times Z} auf das Produkt des {\displaystyle i}-ten und {\displaystyle j}-ten Faktors bezeichnet. Die Identität {\displaystyle id_{X}} ist die Diagonale {\displaystyle \Delta _{X}\in CH^{\mathrm {dim} (X)}(X\times X)}.